# Яремичі (Кобринський район)
Яре́мичі (біл. Яромічы) — село в Кобринському районі Берестейської області Республіки Білорусь. Орган місцевого самоврядування — Буховицька сільська рада.

## Географія
Розташоване за 12 км на північний схід від Кобриня.

## Історія
У 1925—1939 роках у селі працював місцевий відділ «Просвіти», який очолював сільський поет Степан Семенюк.

## Особистості

### Народилися
- Степан Семенюк, український поет-аматор, популярний свого часу серед берестейського селянства.